# لوري نيلسون
لوري نيلسون (بالإنجليزية: Lori Nelson)‏ هي عارضة وممثلة أمريكية، ولدت في 15 أغسطس 1933 في الولايات المتحدة.

## وصلات خارجية
- لوري نيلسون على موقع IMDb (الإنجليزية)
- لوري نيلسون على موقع ألو سيني (الفرنسية)
- لوري نيلسون على موقع أول موفي (الإنجليزية)
- لوري نيلسون على موقع قاعدة بيانات الأفلام السويدية (السويدية)
- لوري نيلسون على موقع قاعدة بيانات الفيلم (الإنجليزية)
- لوري نيلسون على موقع كينوبويسك (الروسية)